# Australian Museum
Australian Museum er et museum beliggende i det centrale Sydney, New South Wales, Australien. Det er Australiens ældste museum og det femteældste naturhistoriske museum i verden. Det er internationalt anerkendt indenfor naturhistorie og antropologi. Det blev planlagt og grundlagt efter samtidens europæiske model som et encyklopædisk varehus med samlinger af hvirveldyr og hvirvelløse dyr, såvel som mineralogi, palæontologi og antropologi. Den antropologiske samling er primært fra indfødte folk i Australien og Stillehavsøerne. I museets tidlige år var indsamling af genstande hovedformålet, og museet byttede ofte genstande med britiske og andre europæiske institutioner. Museets videnskabelige status blev etableret, da Gerard Krefft var kurator fra 1861 til 1874.
Museet er beliggende på hjørnet af William Street og College Street i det centrale Sydney i lokalregeringsområdet City of Sydney. Det var oprindeligt kendt som Colonial Museum eller Sydney Museum. Museet blev omdøbt i juni 1836 til "Australian Museum". Australian Museum med bygninger og samlinger kom 2. april 1999 på kulturarvslisten New South Wales State Heritage Register.
Museet nævnes i digtet William Street af den australske digter Henry Lawson.

## Grundlæggelse
Planer om et museum kan spores tilbage til 1821 og Philosophical Society of Australasia. Selskabet startede en indsamling af genstande, men opgav planerne i 1822. I 1826 blev skotten Alexander Macleay udnævnt til kolonisekretær i New South Wales. Han var også entomolog og fellow i Linnean Society of London, Alexander Macleay, og han begyndte straks at arbejde for et museum.
Museet blev grundlagt i 1827 af Earl Bathurst, dengang britisk koloniminister, der skrev til guvernøren i New South Wales, at han ønskede at finansiere et offentligt museum med £200 årligt. Den første lokation var formodentlig et rum i kolonisekretærens kontorer, og det flyttede flere gange de næste 30 år, før det endeligt flyttede til den nuværende bygning i 1849.